# 法國政府
法蘭西第五共和國政府是由第五共和國的法國憲法確定的半總統制政府。國家自稱为「不可分割的、世俗的、民主的和社會的共和國」。憲法規定政府分為立法、行政和司法三个分支，并聲稱法國是「由1789年宣言明確的人權和國家主權原則的連接體」。
國會包括國民議會和參議院，它负责制定并通过法規，并可就預算案做表决批准。国会可通過对政府正式質詢，并成立調查委員會来控制行政機構的行為。法規的合憲性由憲法委員會檢查，委員會成員由共和國總統、國民議會議長和參議院議長任命。
總統和由他任命的總理分享行政權。包括總理在内的整個內閣，可被國民議會（國會下議院）通過「不信任案」罷免。
獨立的司法基於從拿破崙法典演變來的民法系統。它被分為司法分支（處理民事法律和刑事法律）和行政分支（處理對行政決定的申訴），每個分支都擁有自己的獨立的最高上訴法院：針對司法法院的翻案法院和針對行政法院的國務委员会。法國政府包括各種檢查權力濫用的機構和獨立機構。
法國是單一制國家。然而，各種法定區劃——大區、省和市鎮——有各種不同的來源，並且國家政府被禁止干擾它們的正常立法活動。
法國是歐洲煤鋼共同體，後來的歐洲聯盟的創建成員。因此，法國把它的部份主權移交給歐盟，如同由它的憲法所提供。法國政府因而必須遵守歐洲的條約、指令和規章。

## 憲法

法國國家政府的簡要版主要流程（為清晰表示，大多數司法體系被排除在外）

法國國家政府的主要流程（完整版）

在1958年被法蘭西第五共和國憲法認可的廣泛的公民投票大大強化了總統和行政機構關於國會的權威。
憲法包含它自身的權利法案，但它的前言提到法國應該遵循人權和公民權宣言的原則，像第四共和國憲法前言那樣好。這被評判意味著那些文本中被前置的原則有憲法價值，而且如果求助在憲法委員會之前被提交，違反那些原則的立法應該被裁決違反憲法。並且，憲法近來的修改在前言中加入有充分的憲法價值的環境憲章的參考。
在這些基本的原則中，一個人可以引用：所有公民在法律前的平等，和對像存在于法國大革命之前的那種特殊階層特權的拋棄；無罪推定原則；言論自由；意見自由包括宗教自由；保障財產不被隨意奪取；政府代理人對公民的責任。

## 行政機關
法國有一個獨創的系統，其行政分支由兩位官員——總統和總理領導。

### 總統
在1958年憲法原文中，總統由被選出的官員的選舉人團選舉。然而，在1962年，夏爾·戴高樂通過一次公民投票獲得對憲法的一項修正，憑此總統將直接由公民選舉。這被給予法國的決定性選舉系統，意味著總統候選人需要在表决的第一或第二輪之一獲得全國大多數非空白選票，這據推測意味著總統被至少一半選舉人口有所支持；這給予他相當大的合法性。雖然他有些被限制的法律上的權力，總統由此享有重要的特殊地位和有效的權力。
因而，總統是法國政治中的超然人物。他任命總理；雖然他不可以從法律上解除他的職務，如果總理來自相同政治方，他實際上能讓他經要求辭職（並且為人所知的是總理被要求在被任命前簽署一封沒有日期的辭職信）。他任命部長、部長代表和秘書。當總統的政黨或支持者控制國會時，總統是行政行動的主導者，選擇他對於政府希望的任何人，并讓它跟從自己的政治日程（國會爭論發生，雖然，甚至在相同的政黨中）。
然而，當總統的政治對手控制國會時，總統的控制力能受到嚴格限制，因為他必須選擇反映國會大多數的一位總理和內閣，而他將執行國會大多數的議事日程。當來自政治光譜的對立方政黨控制國會和總統職位時，權力分享的安排以共棲為人所知。共棲過去在2002年前一次又一次發生，因為總統的任期是7年而國民議會的任期是5年。現在總統的任期既已縮短至5年，而選舉既已被僅僅幾個月所分隔，這就不太容易發生。
弗朗索瓦·奧朗德在2012年5月15日成為總統，接替尼古拉·薩科奇。
埃馬紐埃爾·馬克龍在2017年5月14日成為總統，接替弗朗索瓦·奧朗德。

### 政府
政府由總理領導。它有由它支配的公務員隊伍、政府機構和武裝力量。（詞語「內閣」很少被用於描述政府，在翻譯中，就在法語中它被用於表示一位部長的由政治任命的助手組成的私人辦公室。在法語中，詞語gouvernement大體上涉及政府，但通常涉及部長群體。）
政府對國會負責，而國民議會可以通過不信任案，迫使內閣辭職。這實際上迫使政府（gouvernement）阻止相同的政治派別成為國民議會多數。部長必須回答國會議員的問題，包括書面的和口頭的；這以提向政府的問題（questions au gouvernement）為人所知。另外，當有關部長負責的領域的法律被討論時，部長出席國會大廈的會議。
政府部門不能在沒有國會承認時通過法規，雖然總理可以頒佈自主的法規和附屬法規（décrets d'application），倘若他們不侵犯憲法詳細規定的國會的領域。然而部長能向國會提議立法；自國民議會來自與部長相同的政治派別起，那種法律大體上很可能通過。然而，這不是肯定的，並且，有時，大多數國會議員的意見可能與行政機構的意見明顯不一致，這經常導致大量修改。
總理能在憲法第49條第3款下保證他的政府有關一部法律的責任。法律接著被考慮採用，除非國民議會表决不信任案，在此情況中法律被拒絕而且政府必須辭職。自2006年起，這一條最後一次被呼籲是為由總理多米尼克·德維爾潘倡議的初次雇傭合同，一次產生非常大的事與願違的後果的運動。
傳統上，政府包括3個級別的成員。部長是政府最高級的成員；副部長在部長職責的特殊領域協助部長；國務部長在不太重要的領域協助部長，并偶爾出席內閣會議。在第五共和國之前，一些有特殊政治重要性的部長被叫做「國務秘書」；這種做法在第五共和國以一種純粹表示敬意的方式繼續；被命名為國務秘書的部長在政府中被虛設有較高的重要性。
部的數量和職責的拆分和它們之間的行政管理從一屆政府到另一屆政府不斷變化。部门如下：
- 經濟、工業和就業部（稅務、預算）
- 內政部（法律執行、與地方政府的關係）
- 司法部（監獄、運行法院系統、訴訟事務的監管）
- 國民教育部
- 國防部
- 外交部
- 運輸部

政府在形成國會議事日程中有領導角色。它可以向國會提交法律議案，也在國會開會期間提交修改。它可以利用一些程序加速國會審議。
內閣在愛麗舍宮有由總統主持的每週會議（通常在星期三上午）。

### 法令工具和委託立法
法國行政機構有有限的權力創立法規或立法。

#### 政令和其它行政決定
只有總統和總理簽署政令（décrets），它與美國的行政命令類似。政令只能順著確定的程序并與對憲法和成文法的應有的尊重一起被採用。
- 總統簽署政令任命和罷免職位被列入憲法或法規的最高級公務員和軍事人員。他也簽署政令創立一些法規（décrets en conseil des ministres）。所有這些政令必須由總理和相關的部長副署。
- 總理簽署政令創立法規，由相關的部長副署。在一些領域，它們構成基本法律，在一些其它領域它們必須次於現有的法規。在一些情況下，法規靠國務委員會實行強制諮詢檢查（décrets en Conseil d'État），與簡易政令（décrets simples）不同。[13]

個別部長在他們的管轄領域里發佈部門政令（arrêtés），次於法規和政令。
與有時被用於爭論的陳腐的說法不同，從第三共和國時期以來，與它的政令法（décrets-lois）一起，總統和總理不可以靠政令統治（總統的緊急權力的有限的情況除外）。

#### 法令
行政機構不能在憲法置於立法職責下、由國會發佈的領域里發佈政令。但，國會可以通過資格獲得法授權行政機關在被精確界定的領域里發佈有立法價值的法令（ordonnances）。在法令被通過后，國會被請求批准，無論國會是否想批准法令。如果國會表决沒有批准，法令被撤銷。大多數時候，批准通過一個處理相關議題的國會法案被毫無疑問地或明確地做出，而不是由批准法案本身。
法令的使用通常為緊急事務，或為技術性的沒有爭議的文本（如在法國生效的各種不同法律中把所有用法國法郎表示改造為用歐元表示的法令）保留。也有做法使用法令把歐洲指令變換位置成法國法律，以此避免經常發生且被歐盟委員會批評的過遲變換指令的位置。法令也被用以把法律變成法典，以此為沒有大量修改的明晰而重新安排它們。它們有時也被用以推動有爭議的立法通過，比如當總理多米尼克·德維爾潘在2005年創設了新的工作合同形式時。在這樣的背景中法令的使用在那時被反對方批評為反民主的和對國會的貶低。然而，必須被說明的是，自從國民議會能通過不信任案罷免政府以來，政府一定依靠國會中的多數，這個多數或許將無論如何採用有爭議的法律。

### 行政分支的內部限制；監察和平衡
總規則是政府機構和公務員隊伍是在政府或內閣的安排下。然而，各種機構是被從法律上排除出行政機構的權力的獨立機構（autorités administratives indépendantes）。
這些獨立機構有一些專門的監管權，一些行政權，和一些準司法權。它們也時常被政府和法國國會在按法律調整前協商徵求意見。它們能強制實行被命名為「行政制裁」的制裁。然而，它們的決定對司法法院和行政法院仍是有爭議的面貌。
獨立機構的一些例子：
- 法蘭西銀行，中央銀行，是獨立的。這是歐洲中央銀行系統整合的先決條件。
- 電子通訊和郵政規章監管局，從前的名字是電信規章監管局，是對電信和郵政服務的開放市場的一個獨立行政機構。
- 能源規章監管局是一個煤氣和電力的開放市場的獨立行政機構。
- 金融市場監管局監管金融市場。
- 視聽设备高級理事會監管無線電廣播和電視以及公共廣播的發射頻率的發放和收回。
- 國家競選活動帳戶和政治融資委員會監管政黨和政治競選活動的融資和開支。

政府也為它自己的活動的看守者做準備；這些獨立行政機構由通常由高級律師或國會議員組成的委員會領導。國會兩院之一時常有它自己的委員會，但有時他們合作創建一個單獨的國家調解委員會（Commission nationale mixte paritaire）。舉例说：
- 國家計算和自由委員會；公共服務機構必須在創建關於個人信息的檔案前請求它的核准，而且它們必須聽從它的建議；私立機構只須申報它們的檔案；公民在反弊端委員會前有追索權。
- 國家安全偵聽控制委員會；有關國家安全形勢的有限數量的行政機構委員會的竊聽核准（在其它形勢中，竊聽可能只在司法－行政刑事調查中被核准）。

另外，公共服務機構的責任限制行政機構所有的超越法國公務員隊伍的權力。舉例說，除最高職位（國家機構和行政部門的主任）外的任命僅須通常在競爭性的考試中按在職成績或時間被做出。某些公務員有阻止行政干涉的地位；舉例說，法官和檢察官可以只依據特定程序被指派或調動。公共研究員和大學教授享有學術自由；按法律，他們在平常的學術界約束中享有完全的言論自由。

### 一些重要的指導機構和機構
政府也規定監管關鍵性的市場和有限的資源，以及由法規創設的市場的專門機構。雖然，作為行政部門的一部份，它們次於部長，但它們時常以高度獨立性活動。
- 競爭、消費和舞弊抑制總指導機構監管和控制在對所有經濟角色和私人消費者開放競爭的市場上可得到的產品和服務，并能在弊端情況中發送行政制裁。
- 民用航空總指導機構監管國家航空交通并發出對航空公司和其它私營或公共組織及民眾的核准。
- 國家就業局維持失業民眾的社會利益分配的公共註冊處（但現在一個單一的註冊處與獨立的工業和貿易就業協會，一個雇主聯合會和工會的共同協會共享支付給他們），協助他們成為與雇主尋求人的一樣好的人，并控制他們。法國國家指派它的董事長，國會提供它的經費和人事，但它在它的董事會只擁有三分之一的席位（其它席位由雇主聯合會和工會平等享有）。
- 國家頻率局，一個與其它無線電頻率監管機構和國家監管機構（視聽设备高級理事會和電子通訊和郵政規章監管局）或公共部門一起監管和維護各頻段的無線電頻率資源，控制國境上的接線員，并為無線電電子設備製造商頒佈遵循標準的國家機構[20]。

### 政府服務組織
每個部有一個中央行政部門（administration centrale），通常被分為指導機構。這些指導部門通常被再分為司和次級指導機構。每個部門由被委員會委員長指派的主任領導。無論行政機構的執政政治派別是哪個，中央行政部門大體保持不變。
另外，每個部長有一個被稱為內室的私人辦公室，由被政治決定而獲得提名的成員構成。它們相當重要，而且雇用一些非常勝任的職員以遵循行政和政治事務。它們是有力的，並且有時被認為並行的行政部門，尤其但不只在所有具有政治敏感性的事務中。每個內室由被稱為內室主任（directeur de cabinet）的職員首長領導。
國家也有遍及法國疆域的分佈服務，常常反映在大區和省的部門。地方長官，國家政府在每個大區或省的代表，在他的權限內監管分佈服務的行為。通常，在一個大區或省的某個行政部門的服務由一位時常但不總是被稱為主任的高水平的公務員管理；在每個省的公共金庫（金庫）由被共和國總統任命的司庫－主計長領導。在最近幾十年里，省普遍議會在地方層級的管理政府服務中擔負新責任并扮演一個重要角色。
政府也維持公共機構。這些機構有相對的行政和財政自主權，以完成已被明確的任務。它們附屬于一個或更多監管當局。它們被分為幾個類別：
- 行政性公共機構，包括比如：
  - 大學，和大多數高等教育公共機構；
  - 研究和技術性公共機構，如國家科學研究中心和國家計算機和控制科學研究所；
- 工業和商業性公共機構，包括比如，原子能委員會和法國海洋開發研究院。

一個根本區別是在行政部門和行政性公共機構中在公共法下運營，而工業和商業公共機構大多在私法下運營。一個結果是在過去，常務人員是公務員，而通常在近來，他們是合同雇員。
另外，政府仍擁有和控制一些公司的所有股份或大部份股份，像法國電力、法國國家鐵路或阿海珐。
社會保障組織，雖然按法規被設立并由國家控制和監管，但不由國家政府運營或直接控制。反而，它們由「社會合作者」（partenaires sociaux）——如法國企業運動那樣的雇主聯合會和工會——管理。它們的預算被區別于國家預算。

## 立法機關
組成立法分支的法國國會由兩院組成：國民議會和參議院；國民議會是卓著的機構。
國會每年有9個月的會期；在特別情況下總統能召集額外會期。雖然國會存在于第四共和國的權力已被削減，如果全體國民議會議員的絕大多數表决指責政府，國會仍能促使政府倒臺。自第五共和國在1958年建立以來這種情況從來沒有發生。
內閣在決定國會的議事日程上有強大的影響。政府也能把它的任期與它提出的立法文本聯繫起來，而且除非不信任案被提出（在提議后的24小時內）并被通過（在提出后的48小時內——所以完整程序持續至多72小時），文本不用表决就被考慮採用。
國會議員享有國會豁免權。兩院都有編撰關於各種議題的報告的委員會。如果必要，他們能建立有廣泛調查權的國會調查委員會。

### 國民議會

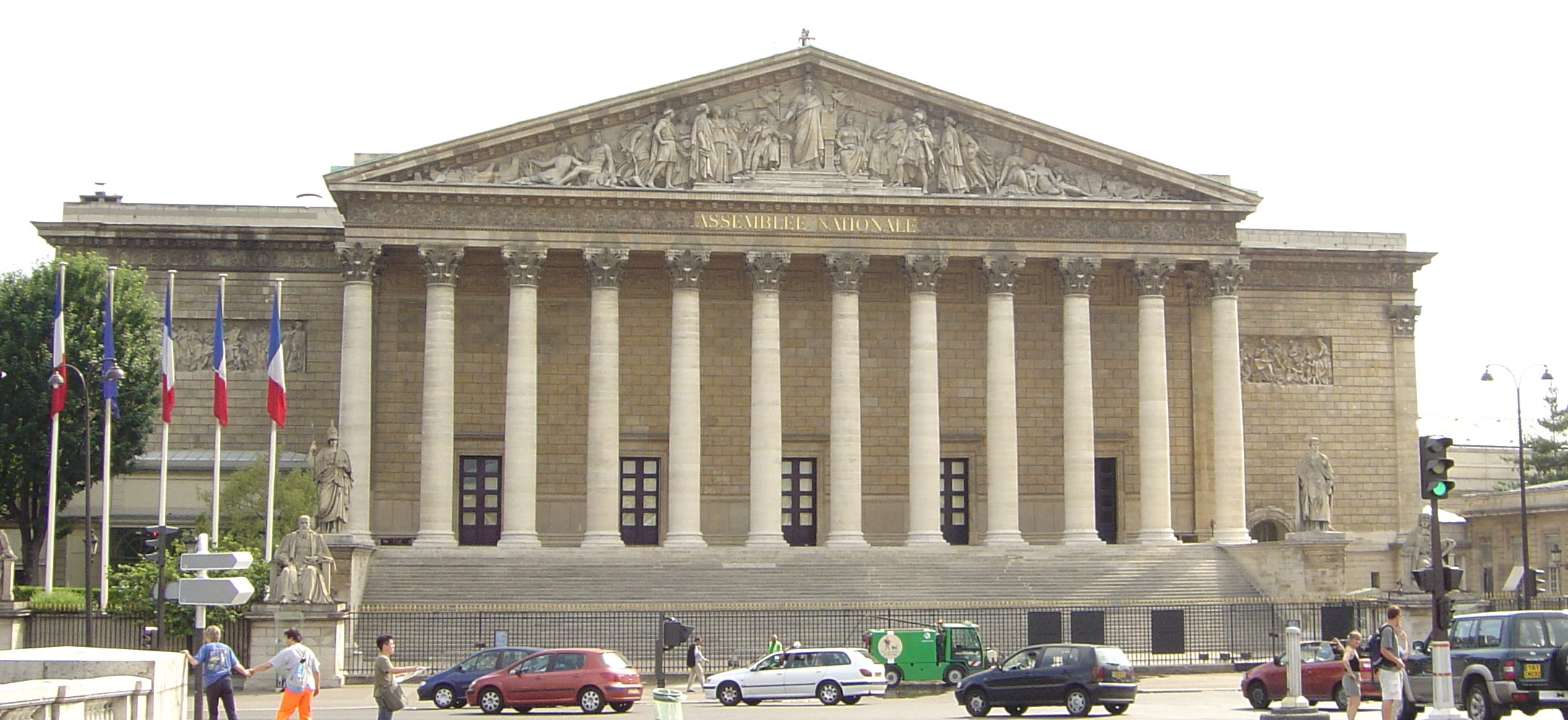
國民議會坐落於塞納河畔的波旁宮。

國民議會是首要的立法機關。它的577名議員被地方多數選票直接選舉，任期5年，而且所有席位在每次選舉中都被票選。
國民議會可以靠表决不信任案迫使行政內閣辭職。因為這個原因，總理和他的內閣必需來自國民議會中的優勢政黨或聯盟。在總統和國民議會來自相反對的政黨的情形中，這導致以共棲而為人所知的情勢。當不信任案被對立方政黨以它認為非常失當的政府行為定期提出時，它們純粹是口頭上的；政黨紀律確保在一屆國會任期內，政府始終不會被國民議會推翻。

### 參議院

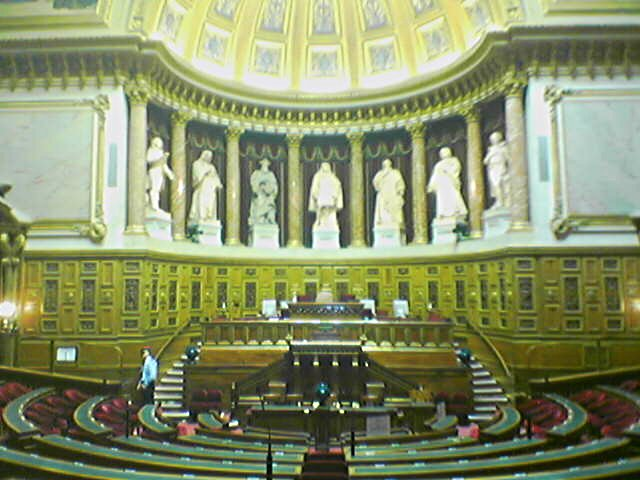
參議院的圓形階梯議事堂

參議員由大約145,000名被選舉的地方官員組成的選舉人團選擇，任期6年，並且參議院的一半議員每3年重新被選舉。在2004年7月30日法之前，參議員的任期是9年，三分之一每3年重新被選舉。目前有321名參議員，但在2010年將有346名；304名代表本土居民和海外省，5名代表其它屬地，12名代表被確定的海外法國人。
參議院的立法權被限制；在大多數立法事務上，國民議會在兩院之間的爭執事件中有最後話語權。
自第五共和國開始以來，參議院一直有右翼多數。這大多是由於小村莊相比大城市的超代表性。這，與選舉的間接模式，致使在那時的社會黨人利昂內爾·若斯潘聲言參議院是一個「怪異之物」。

### 立法採納程序
立法可以由政府（部長委員會）或國會議員提出。在第一種情況中，它是法律計畫（projet de loi）；在第二種情況中，它是法律議案（proposition de loi）。
所有的法律計畫在被提交給國會前應當經受國務委員會的必須的諮詢检查。自2009年起，被提交給國會的議案也應當伴隨法律的可能的影響的研究：其它可能的選擇，與歐洲法律的相互影響，經濟的、社會的、金融的和環境的結果。
法律議案不能在沒有資金提供的情況下增加國家財政負擔。
法律計畫開始於政府選擇的議院中（除在個別情況外），法律議案開始於它們被發起的議院中。在議院修改并表决文本后，它被送至另一也能修改它的議院。如果議院不選擇在同一任期內通過文本，它被送至一個由兩院相等數量議員組成的委員會前，委員會嘗試協調文本。如果它不管理這麼做，國民議會能表决文本并有關於它的最終發言權（除了與參議院的組織有關聯的法律）。
法律接著被送給法國總統簽署。在這點，法國總統、兩院之一的議長或一個60名國民議會議員或60名參議員的議員團能要求文本在被實施前經受合憲性檢查；它被接著送至憲法委員會前。總統也能，每部法律只有一次并有總理的副署，把法律送給國會再次檢查。否則，總統必須簽署法律。在由總理和相關的部長副署前，它被送給官方公报發佈。

### 預算
財政法（lois de finances）和社會保障融資法（lois de financement de la sécurité sociale）是由國會通過特定程序表决和認可的專門法律。
因為允許政府和社會保障組織繼續支付它們的供應商、雇員和接受者，沒有被國會的不一致停止的風險的重要性，這些法案被特意約束。在過去，國會議員時常把無關的修改加入財政法案，以讓這樣的修改被通過——因為預算案被審查的被減少的時間。然而，這些如今被認為違反憲法。如果國會不能在一些被指定的合理範圍內同意預算案，政府有權通過法令通過預算案：這種威脅避免國會議員威脅使行政機構破產。
財政法案被組織的途徑，和政府應當執行預算的途徑，在2001年被與財政法相關的2001年8月1日的2001－692號組織法（通常以財政法組織法為人所知）深刻地改造。因為有關的重大改變，法律議案是逐漸的，而在財政法組織法下被完全通過的第一個預算案是2006年預算案，在2005年晚些時候被通過。
財政法組織法根據可識別的「任務」區分開支（任務能被再分為次級任務，等等）。行政部門和公共機構的表現將被與對這些任務的考慮一起評價。
國家政府的預算在2005年被預計為2,888億歐元。這不包括社會保障和地方政府的預算。

### 多種職位
國會議員擔任除國民議會議員和參議員職位之外的地方官位，如市長，此後加以像「國民議會議員和市長」（député-maire）和「參議員和市長」（sénateur-maire）的頭銜，這是長久的習慣。這以選舉官位的兼任（cumul）為人所知。兼職的支持者宣稱有地方職責確保國會議員保持與他們的選區的實際的聯繫；並且，他們被表明靠在國會有席位能更好地維護他們的城市等的利益。
在近些年，兼任日益受到批評。批評者聲稱有一些地方職位的立法者不能對兩份工作都勤奮；比如，他們可能忽略他們出席國會會議和委員會的責任以參加在他們的選區的工作。雙重官位的擔任者能在國會維護他們的城市等的利益的前提被批評，批評者認為國家立法者應該有他們頭腦中的國家利益，而不是他們來自的個別城市的計畫促進。最終，這個批評是對如同一個愜意的、封閉的世界——在這個世界中相同的人們從各種職位長久地向上爬——的政治等級更廣泛的批評的一部份。
結果，約束有多種職位的可能性的法律被頒佈。

### 經濟和社會理事會
經濟和社會理事會是一個諮詢性的議會。它不在法規的採納中扮演角色，但在社會和經濟政策的問題上為立法機構提建議。
行政機構可以向經濟和社會理事會諮詢有社會和經濟重要性的任何問題或議案。
經濟和社會理事會發佈被送給總理、國民議會和參議院的報告。它們被發佈在官方公报中。

## 司法機關
法國法律規定一個有獨立的司法體系的分離的司法分支，它不向政府的另外兩個分支承認責任，也不由政府的另外兩個分支直接控制。法國有一個民法法律系統，它的基礎是法典化的法律；然而，判例法在法庭的決定中扮演重要的角色。法國司法系統的最獨特的特徵是它被分為司法和行政組。

### 司法法院
法院的司法組裁判民事和刑事案件。司法法院組由低級法院、中級上訴法院和法國最高法院。
法官是政府雇員，但被授予特別的法定保護，免受行政機構的干擾。法官有職位保障，并可以在沒有他們的統一的情況下不被提拔（或降級）。他們的事業由法國司法理事會監督。
公訴人，在另一方面，執行司法部的指令。在過去，這引起過度政治壓力而駁回訴訟或針對被指控腐敗的政府官員的索賠的嫌疑，而公訴人的地位和他們與政府的關係經常是辯論的議題。
靠陪審團審理的訴訟只可用於是巡迴法院的裁判權的嚴重刑事案件。一個完全的法庭由一個3名法官小組和一個9名陪審員（相比於對上訴案件的12名陪審員）的小陪審團組成，他們一起呈送判決書，並且如果一項定罪被正式宣判，他們也決定判刑。陪審員從合格選民中被隨機選出。
在大多數其它法庭，法官是專業的，除了由一名專業法官和兩名非專業法官組成的未成年刑事法庭。並且，有初始裁判權的幾個專門法庭由被選入辦公室的法官開庭。比如，勞工法庭由來自雇主聯合會和雇員工會的相等數量的地方法官任職。相同的情況適用於地產法庭。
訴訟前程序本質上是訊問制的，但公開的訴訟程序是對抗制的。在刑事訴訟程序中的舉證責任擔負者是原告，而被告從一開始被假定無罪直到被證明有罪。

### 行政法院

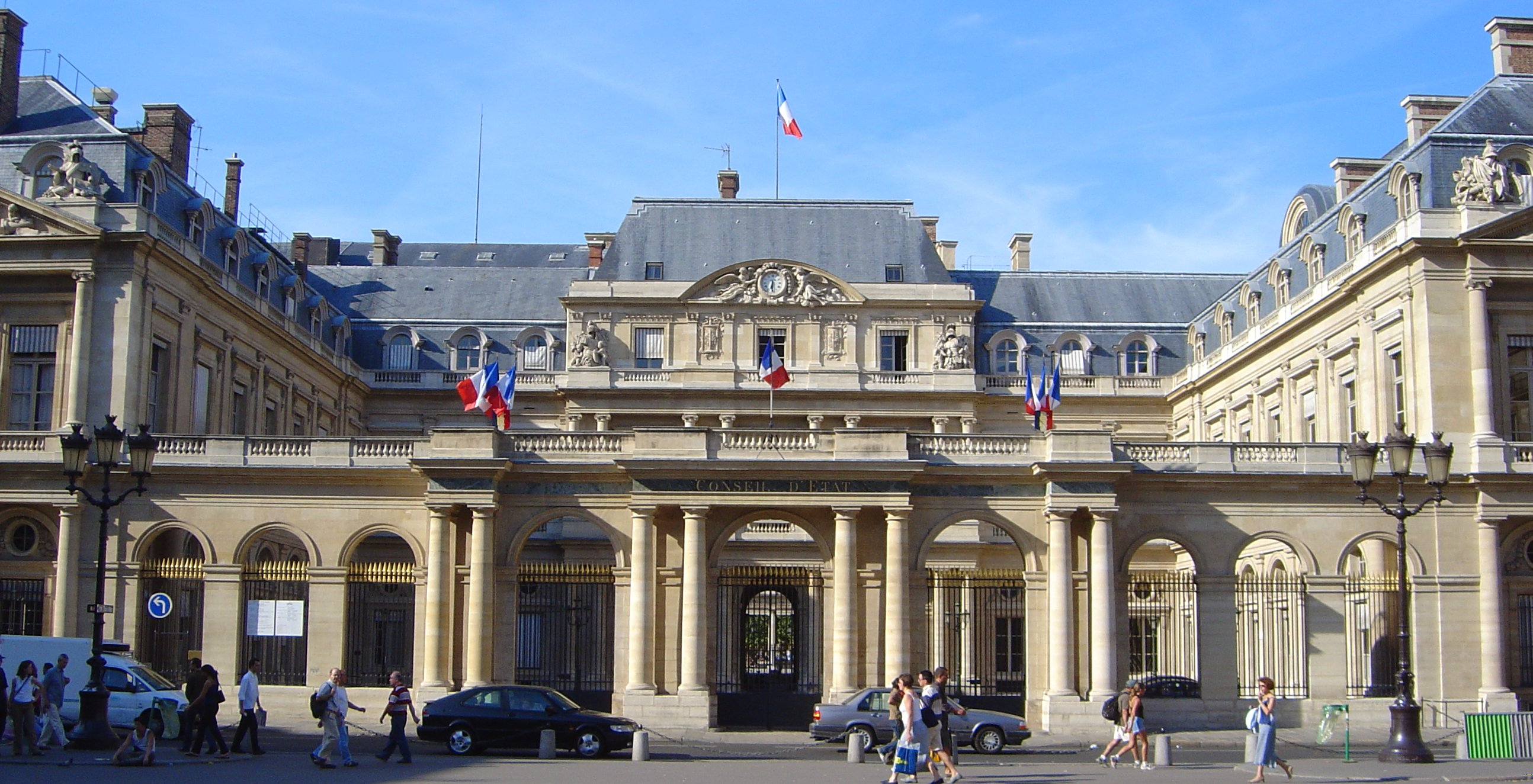
國務委員會坐落於王宮。

行政法律法院裁判針對政府官員和機構的索賠和訴訟。行政組由行政法院、行政上訴法院和作為最後訴諸對象法院的國務委員會。
國務委員會聽取針對行政分支決定的案件，并有權撤銷或擱置行政機構發佈的違犯憲法性法律、已被通過的法律和法典化法律的法令工具，如命令和規章。
法院訴訟程序大多包括書面聆訊，並且是訊問制的，法官讓當事人呈送書面證詞或辯詞。
在司法組和裁判組之間的任何裁判權糾紛由一個被叫作糾紛法庭（Tribunal des conflits）或「裁判權糾紛法庭」，由相等數量的最高法院法官和國務委員組成的特別法庭調解。

### 憲法委員會
司法法院和行政法院都不被授權裁定國會法案的合憲性。儘管在技術上不是司法分支的一部份，憲法委員會在法律通過前審查法律，并決定它是否違犯憲法和法國的國際條約。這適用於所有形式的組織法，但只靠法國總統、參議院議長、國民議會議長、總理或任何60名參議員或任何60名國民議會議員轉交其它類型的法律。憲法委員會可以宣佈法案是違憲的，甚至它們抵觸1789年人權和公民權宣言（在憲法前言中被引用）的原則或歐洲人權公約（由條約承認）。
憲法委員會委員任期九年，每三年改三名；三名由總統任命，三名由國民議會議長任命，三名由參議院議長任命。

### 財政法院
法國的主要審計法院（Cour des Comptes）和大區審計法院審計政府財政、公共機構（包括其它法院）和公共實體。法院發佈一份年度報告，并能把刑事問題提交公訴人。它也能直接以不當處理資金處罰公共會計員，并把濫用資金的公務員提交財政和預算處罰法院。
主要的和大區的審計法院不裁判私營組織的會計員。然而在一些情況中，它們也審計他們的賬務，特別在一個組織被授予一份公共事業政府的合約或請求公共領地長期使用的服務或如果一個組織是一份政府合約的投標者。法院時常被各個國務機構、國會委員會和公共監管機構徵求意見，但它也能由任何法國公民和在法國運營的組織請求行事。
法院的財政由法國國會兩院的財政委員會監督，法國國會也在年度財政議案中設定法院的工作預算。

## 人權保護官署（Défenseur des droits）
在1973年共和國共和監察使（médiateur de la République）一職被創設。共和監察使承擔解決不需要在法院前的追索的情況下在公民和行政部門及其它承擔公共服務任務的公共實體之間的異議；向政府提出改革以促進這些目標；積極參與人權的國際促進，自2011年起，人權保護官署（Défenseur des droits）取代共和監察使（médiateur de la République），結合「兒童權利保護官公署」(Défenseur des enfants)、「反歧視及促進平等高級公署」以及「國家安全倫理委員會」等共計四個機關的功能。 （页面存档备份，存于）
公共專員任期6年，由共和國總統任命。他不能被解除職務，并且他的公務行為被與國會豁免權相似的豁免權保護。他不接受任何權力機構的命令。現任的人權保護者是Claire Hédon （页面存档备份，存于）。

## 法國法律

### 基本原則

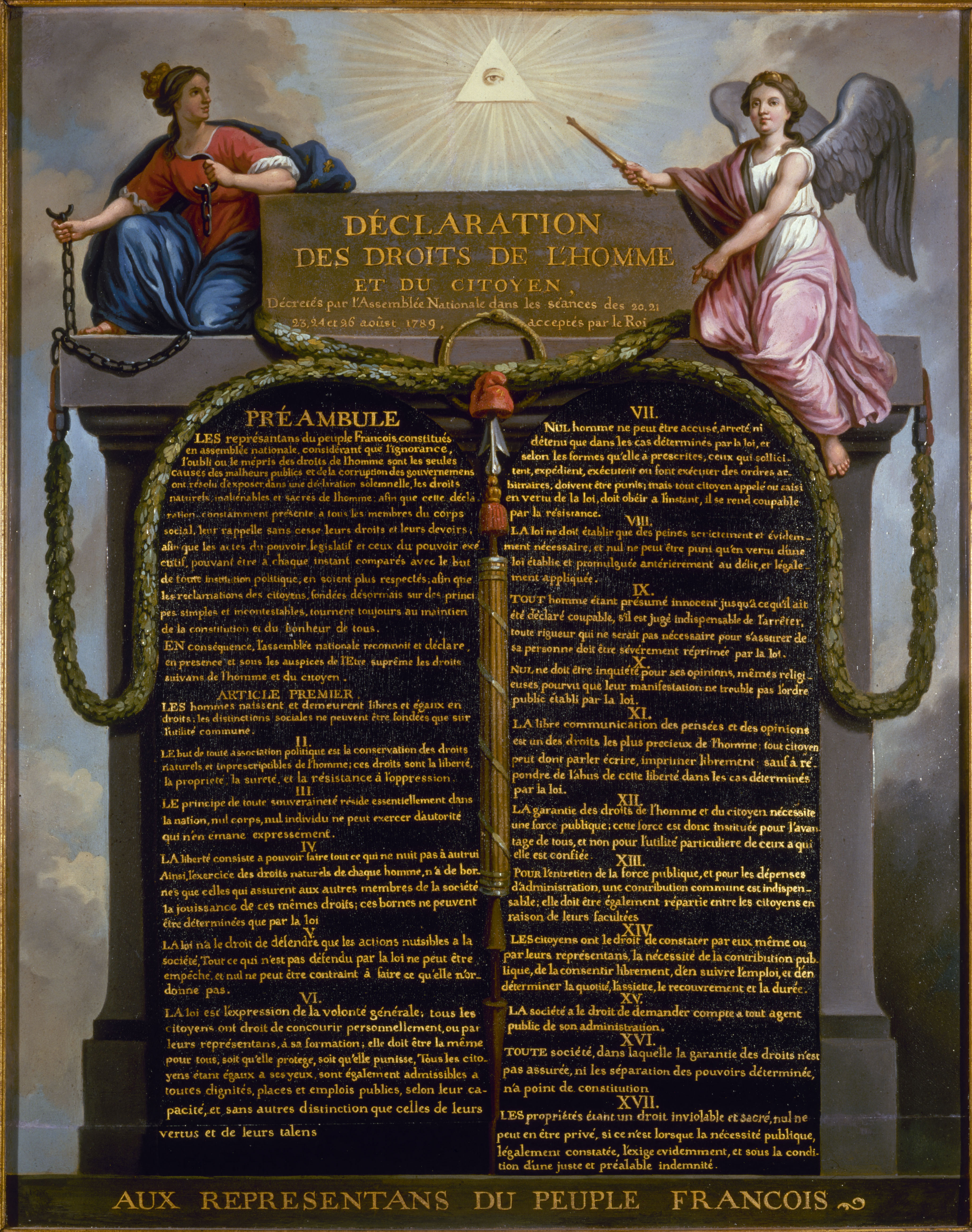
法蘭西共和國必須遵守的基本原則在1789年人權和公民權宣言中被創立。

法國採用民法體制；那是：法律主要產生自書面成文法；法官不制訂法律，而只不過闡釋它（雖然在某些領域的一些法官解釋使它與判例法相當）。
法國法律的許多基本原則被貯存在拿破崙法典中。法治的基本原則被貯存在拿破崙法典中：法律只能處理未來而不是過去（追溯法令被禁止）；為可適用，法律必須被正式公佈（見官方公报）。
與人權和公民權宣言的原則一致，普遍原則是自由，並且法律只禁止對社會有害的行為。如同首位翻案法院院長蓋伊·加尼菲所說的關於應該以法國法律治理什麽：
自由是規則，並且它的限制是例外情況；自由的任何限制必須由法律規定并遵循必要性和均衡性的原則。
那即是，法律只有在禁令被需要，並且限制引起的不便之處不超過禁令被假設糾正的不便之處時才可以設置禁令。
法國不承認宗教法，它也不承認宗教信條作為禁令法規的動機。結果，法國長久以來沒有褻瀆神靈法和雞奸法（後者在1789年被廢止）。

### 成文法對行政規章
法國法律區分為通常由立法分支通過的立法法案（loi），和由政令創製、由總理發佈的規章（règlement）。也存在由部長發佈、以他們或地方當局的名義起次要作用、被叫作arrêtés的次級規章；這些只可以在職能範圍內并在由基本法律劃定的範圍內被採用。也有越來越多由獨立機構發佈的規章，尤其涉及經濟事務。
根據法國憲法（第三十四條）：
法規可關係到：
- 民權和給予公民的對公共自由的行使的基本保障；在對公民的人身和財產的尊重之中被實行在公民身上的對國防宗旨的義務；
- 國籍，人的地位和法定身份，婚姻制度，繼承和贈予；
- 對嚴重犯罪和其它重大犯罪的決定和對它們的可適用的刑罰；刑事訴訟程序；特赦；新級別法院和法庭的建立和管理司法部門成員的規章；
- 所有類型的稅收的基礎、比率和方法；貨幣的發行。

法規還可確定以下內容的規則：
- 國會和地方議會的選舉制度；
- 各類公共機構的創建；
- 被給予由國家雇傭的公務和軍事人員的基本保障；
- 企業的國有化和企業所有權從公共部門到私人部門的轉讓。

法規確定以下方面的基本原則：
- 國防的一般組織；
- 領土單位的自有政府，它們的權力和它們的資源；
- 教育；
- 管理所有權的制度，的權利，及民事和商業合同；
- 勞動法、工會法和社會保障。

財政法案可以被指定在制度上的法案的方式和保留確定國家的資源和義務。社會保障財政法案可確定社會保障的財政平衡的一般條件，并且按照財政收入預計可以被指定在制度上的法案的方式和保留確定財政支出指標。規劃法案可確定國家的經濟和社會行為的目標。
這條的條款可以被在組織法上擴充并由組織法補充。
其它範圍是規章的事務。法律和規章之間的這個區別由憲法委員會實施：政府能憑憲法委員會的同意靠政令修改違犯規章領域的法律。同樣，國務委員會廢止違犯法律領域的政令。

### 法律來源的權威的順序
當法院必須處理前後矛盾的文本時，它們運用某種層級：高層級的文本將廢止低層級的文本。一般規則是憲法高於法律，法律高於規章。然而，在歐洲法律和國際條約及行政法院的類判例法的介入的情況下，層級變得有所模糊。下列規章的層級因而被以適當的慎重採用：
1. 法國憲法，包括由共和國法律承認、由憲法委員會明確的基本的核心的憲法性價值
2. 歐洲聯盟條約、指令和規章
3. 國際條約和協定
4. 組織法
5. 國會法案
6. 法典
7. 委員會命令（由國務委員會建議）
8. 其它行政命令
9. 法則和規章
  - 來自多位部長
  - 來自一位部長
  - 來自地方當局
10. 由獨立機構發出的規章和決定

## 地方政府
傳統上，在法國做決定曾經高度集中，每個法國的省由被中央政府任命的地方長官領導，除地方選舉出的普遍議會外。然而，在1982年，國家政府通過立法靠把寬範圍的行政和財政權力給予地方選舉的官員分散權力。在1986年3月，大區議會第一次直接被選舉，並且權力分散的進程持續，儘管以緩慢的步伐。在2003年3月，一次憲法修訂很明顯地改變了法定框架，使其向權力更加分散的體系發展，并增強了地方政府的權力。
同在法國本土的地方政府的行政單位由以下單位構成：
- 大約36,000個市鎮（communes），由市鎮議會（conseil municipaux）和市鎮長領導，
- 96個省（départements），由普遍議會（conseil général）和它的議長領導，
- 22個大區（régions），由大區議會（conseil régional）和它的議長領導。

普遍議會是在1790年由法國大革命在每個新創建的省創建的機構（它們從1942年至1944年被維希政府取締）。一個普遍議員（conseiller général，即省議員）必須至少21歲，并在他或她被選舉的地方生活或納稅。（社會學家讓·維亞德指出〖世界報，2006年2月22日〗所有普遍議員的一半仍然是農民的兒子，意味著法國的深厚鄉村根底。）雖然中央政府理論上能解散普遍議會（在功能失調的議會的情況中），但這只在第五共和國發生過一次。
普遍議會討論和通過有關省的事務的法律；它在行政上負責省的雇員和土地，管理受補貼的房屋、公共運輸和學校補貼，并貢獻公共設施。它不被允許表達「政治意願」。普遍議會一年至少開會三次，并選舉有3年任期的議長，他或她主持「常務委員會」，通常由5－10名其他省議員組成。省議會在過去的三十年間發生在法國的政治權力分散的進程中產生新的權力。在法國總共有超過4,000名省議員。
行政部門的不同級別有不同的職責，而共享的責任是普遍的；比如，在教育領域，市鎮運營公立小學，而省運營初級中學，而大區運營高級中學，但只對於建築和建築的維護；課程和教學人員由國家教育部提供。
3個主要城市，巴黎、里昂和馬賽有特別的法規。巴黎同時是市鎮和省，有一個機構，巴黎議會（Conseil de Paris），它同時作為市鎮議會被選舉，但也作為普遍議會運作。這3個城市也被分為區（arrondissement），每個區有它的區議會（conseil d'arrondissement）和它的區長。
法國海外領地被分為兩組：
- 4個海外大區，有與它們的宗主國組織上的比較強的相似性；在這些海外大區所有法國的法律自動被應用，除非如果具體文本規定相反的內容或規定一些適應的內容。這四個大區是法蘭西共和國領地的完全一體的部份，而且同樣屬於歐洲聯盟，這意味著歐洲法律是可應用的。
- 領地，通常有更大的自治權。大體上，法國法律不被應用，除非具體文本規定相反的內容。一個新的領地被創建於2007年2月：聖巴泰勒米島。這個領地曾經是瓜達盧佩海外省的一部份。聖巴泰勒米島的法規規定法國法律的自動應用，除了大多數這個領地內的稅和移民事務，這些事務被留給這個領地。這個領地不屬於歐洲聯盟。然而，作為「海外領地」它們有與歐盟的聯繫協定，并可以選擇加入一些歐盟的規定。歐盟法律只在有必要實施聯繫協定的範圍內應用於它們。

所有有人居住的法國領地由國會兩院代表，并表决總統選舉。

## 深度閱讀
- 弗雷德裡克·莫奈拉，共和理念與憲法委員會的法律解釋－巴黎：法律參考書店，2004年[1] Archive-It的存檔，存档日期2017-10-10－[2]

## 外部連結

### 一般鏈接
- - 公共服務 （页面存档备份，存于）
- 法律
  - Legifrance （页面存档备份，存于），法律和規章官方在綫知識庫
  - 法國外交文件中的條約，條約官方在綫知識庫
- 行政分支
  - 愛麗舍宮官方網站 （页面存档备份，存于），總統官方網站
  - 總理官方網站
- 立法分支
  - 國民議會官方網站 （页面存档备份，存于）
  - 參議院官方網站 （页面存档备份，存于）
- 司法分支
  - 翻案法院官方網站 （页面存档备份，存于）
  - 國務委員會官方網站 （页面存档备份，存于）
  - 憲法委員會官方網站 （页面存档备份，存于）
  - 審計法院官方網站 （页面存档备份，存于）
  - 地方法院高級理事會官方網站 （页面存档备份，存于）
- 其它
  - 申訴專員官方網站 （页面存档备份，存于）
  - 經濟和社會理事會官方網站 （页面存档备份，存于）
  - http://upload.wikimedia.org/skins/common/images/button_media.png （页面存档备份，存于）

### 法律參考文本
- - 一般參考
    - 法國法律官方網站 （页面存档备份，存于） 提供所有文本的政府總網站

  - 憲法
    - 法蘭西共和國憲法
    - 原始文本 （页面存档备份，存于）
    - 官方英語譯本 （页面存档备份，存于）
    - 人權和公民權宣言（法語文本，英語譯本 （页面存档备份，存于））

  - 程序規則
    - 國民議會程序規則（原始文本 （页面存档备份，存于），英語譯本 （页面存档备份，存于））

  - 司法
    - 民法典，成文法部份 （页面存档备份，存于）
    - 民事訴訟法典，成文法部份 （页面存档备份，存于）（官方英語譯本 （页面存档备份，存于））
    - 刑法典，成文法部份 （页面存档备份，存于）（官方英語譯本 （页面存档备份，存于））
    - 刑事訴訟法典，成文法部份 （页面存档备份，存于）（官方英語譯本 （页面存档备份，存于））
    - 行政司法法典，成文法部份 （页面存档备份，存于）
    - 財政司法權法典 （页面存档备份，存于）

  - 預算
    - 涉及法國法律的組織法 （页面存档备份，存于）

  - 申訴專員
    - 1973年1月3日的73－6號法律 （页面存档备份，存于），創建了申訴專員一職

### 官方文件
- - 一般參考
    - 公共生活：機構的發現
    - 公共權利。2005年文本概要，法國文件管理局，ISBN 2-11-005961-3

  - 財政司法權
    - 審計法院（英語譯本）

  - 預算
    - 阿萊恩·拉姆伯特、戴迪爾·米高德著，涉及法國法律的組織法的成就，有責任和有效的公共治理的關鍵。政府報告，2005年9月，ISBN 2-11-095515-5 （页面存档备份，存于）（頁面 （页面存档备份，存于），PDF[永久]）
    - 涉及法國法律的組織法的介紹
    - 愛德華·阿克萊特、斯塔尼斯拉斯·古德弗羅伊、曼紐埃爾·馬茲克茲、讓－盧克·伯歐夫、塞西爾·柯立芝斯著，涉及法國法律的組織法的運作，法國文件管理局，2005年，ISBN 2-11-005944-3

  - 獨立行政機構
    - 國務委員會，2001年公共報告，獨立行政機構（PDF （页面存档备份，存于）），ISBN 2-11-004788-7 （页面存档备份，存于）